# Andrés Cea
Andrés Cea Galán (né à Jerez de la Frontera, province de Cadix, le 28 août 1965) est un organiste classique espagnol. Il est professeur d'orgue au Conservatoire supérieur de Musique de Séville et directeur du groupe de musique ancienne Scala Çeleite. Il est également membre de la Real Academia de Ciencas, Bellas Artes u buenas Letras Luis Vélez de Guevara de Écija.

## Biographie
Andrés Cea commence sa formation musicale dans son pays natal, où il réalise des études de piano et, postérieurement, il se déplace en France, en accédant au Conservatoire de Lille. Là, il se forme avec l'organiste Jean Boyer, puis il s'installe en Suisse afin d' étudier à la Schola Cantorum de Bâle, avec Jean-Claude Zehnder (en). Il complète sa formation en instruments de touche anciens en étudiant le clavecin et le clavicorde avec des interprètes comme Françoise Lengellé et Bernard Brauchli. Ses connaissances de facteur d'orgue l'amènent à faire partie de l'atelier de Gerhard Grenzing (de).

### Parcours
Dès lors, Andrés Cea développe une intense course comme soliste, en donnant des concerts par toute l'Espagne, ainsi qu'en divers pays d'Europe (comme l'Autriche, la Suisse, le Portugal, l'Allemagne, le Danemark, la France, la Belgique, l'Italie, la Suède, la Serbie ou les Pays-Bas), l'Afrique (le Maroc), l'Asie (le Japon) et l'Amérique (en pays comme le Mexique, l'Uruguay ou le Brésil). Il effectue des enregistrements pour Radio Nationale de l'Espagne, Westdeutscher Rundfunk (l'Allemagne), Sveriges Radio (la Suède), DRS2 (la Suisse) et Radio Éducation (le Mexique) ; également, il réalise des notices discographiques pour des labels tels que Lindoro, recevant l'applaudissement de la critique spécialisée. En 2009, il est nommé organiste titulaire de l'Église Matrice de San Juan Bautista de Marchena (Séville).
Cea fonde l'ensemble Scala Çeleite, dont il  est organiste et directeur, se produisant en concerts par devers toute l'Espagne et se présentant en quelques-uns des cycles musicaux plus importants du panorama national. De plus, il collabore avec d'autres groupements de musique ancienne, aussi divers que l'Orchestre Baroque de Venise, l'Ensemble Plus Ultra (groupe vocal instrumental), le Concerto Palatino (chapelle de ministriles), le Groupe de Musique Alfonso X le Savant (conjoint médiéval), Ishbilya Consort (groupe de  violes de crevette), Cœur de Caméra de Séville (conjoint vocal), Cœur Baroque de l'Andalousie (groupement vocal) ou Ensemble La Danserye (chapelle de ministriles), entre autres. Cette expérience lui permet de travailler sous la direction de spécialistes aussi importants que Luis Lozano Virumbrales, Charles Toet, Andrea Marcon, Fahmi Alqhai, Michael Noone ou Jean Tubéry.
Parallèlement, Cea développe un considérable travail comme enseignant, donnant des  master classes en divers pays d'Europe — comme les Pays-Bas, la France, la Suède ou la Suisse — ainsi qu'en Mexique et en Japon. En 2000, il fonde l'Académie d'Orgue de l'Andalousie, qu'il dirige jusqu'à sa dissolution en 2010, faute de subventions de la Junte d'Andalousie. Par ailleurs, son intérêt pour le milieu de la recherche musicale le porte à publier nombre d'articles en diverses revues spécialisées, comme Différencies, Revue de musicología, Nassarre, Annuaire musical ou Scherzo. En outre, il réalise le catalogue et recensement des organes des provinces de Cadix, Huelva et Jaén en 1995, 1996 et 1998, respectivement, en collaboration avec Isabel Chía Blés et sous l'auspice du Centre de Documentation Musical de l'Andalousie, de même que celui de Cordoue en 2011. Son travail dans le monde de la musicologie se distingue également par la première publication de l'intégrale de la production à l'orgue de Francisco Fernández Palero en 2005 et, trois ans plus tard, des ricercari de Sebastián Raval.
Il est professeur d'orgue au Conservatoire supérieur de Musique de Séville, membre de la Real Academia de Ciencas, Bellas Artes y buenas Letras Luis Vélez de Guevara de Écija, enseignant à l'Académie Internationale de l'orgue Julián de l'Ordre de Cuenca, président de l'Institut de l'orgue hispanique.

## Prix et récompenses
- 2001 - Coup de chapeau, attribué par la revue Magazine Orgue, pour le disque Tiento a las Españas[4].
- 2007 - Coup de chapeau, attribué par la revue Magazine Orgue, pour le disque Lerma. Francisco Correa de Arauxo: Faculté Organique (1626) I.
- 2012 - Coup de cœur, attribué par la revue Magazine Orgue, pour le disque Musique d'orgue à la Catalogne s. XVI - s. XVII, vol. I.

## Discographie

### En tant que soliste
- Alabança De Tañedores. Organistas en Andalucía 1550-1626. Pièces de Juan Bermudo, Francisco Peraza, Estacio Lacerna, Francisco Fernández Palero et Francisco Correa de Arauxo. Orgue du siècle XVI dans la Cathédrale d'Évora (Portugal). Almaviva, 1996[5].
- Tiento a las Españas. Pièces d'Antonio Valente, Bernardo Storace, Manoel Rodrigues Coelho, Francisco Correa de Arauxo et Francisco de Tejada. Orgue de la Epístola de l'Église de San Juan Bautista de Marchena, bâti par Juan de Chavarría (1765). Lindoro, 1997[6] (prix Coup de chapeau 2001)[4].
- Lerma. Francisco Correa de Arauxo: Faculté Organique (1626). Orgue de la Epístola de la Colegiata de Saint Pierre de Lerma, bâti par Diego Quijano (1616). Lindoro, 2006 (prix Coup de chapeau 2007[7].
- Domenico Scarlatti & Cia. Pièces de Domenico Scarlatti, José Lidón, José de Nebra et Joaquín de Oxinaga. Orgue du Palais royal de Madrid, bâti par Jorge Bosch. Lindoro, 2007[8],[9].
- Cabezón.Suavidad y extrañeza (Douceur et étrangeté). Pièces d'Antonio de Cabezon. Orgue de l'Église de Santiago Le Majeur de Castaño del Robledo, bâti par Francisco Ortíguez (1750). Lindoro, 2010[10].
- Música d’orgue a Catalunya s.XVI - s. XVII vol. I. Pièces d'Antoni Martín et Coll, Gabriel Menalt, Francesc Espelt, Joan Baseia et Bernabé Iriberia. Orgue de l'Église de Sainte María de Cadaqués. Tritó Edicions, 2011 (prix Coup de cœur 2012)[11].
- Flores de Música (Fleurs de Musique. Œuvres et vers de divers organistas. Fray Antonio Martín et Coll). Pièces de divers compositeurs, recompilées par Antoni Martín et Coll (1706). Orgues historiques de la Communauté de Madrid (Estremera —orgue bâti par Pedro Liborna Echevarría en 1716—, Leganés —orgue bâti par José de Verdalonga en 1790— et Valdemoro —orgue bâti par Pedro Liborna Echevarría en 1737—). Lindoro, 2011[12].

### Collaboration à des ensembles de chambre
- Tomás Luis de Victoria: Missa Âme Redemptoris: magníficats et motetes pour la Vierge. Andrés Cea (Orgue de la Epístola de la Colegiata de Saint Pierre de Lerma, Ensemble Plus Ultra, Michael Noone (direction). CD 5 en: Tomás Luis de Victoria – Sacred Works, 10 CDs. Archiv (Deutsche Grammophon Grammophon)/Universel Music Spain, 2008–2011[13]
- Anges ou Calandrias. Chanter à l'orgue en l'Espagne des siècles XVI et XVII. Pièces de Giovanni Pierluigi il donne Palestrina, Francisco Guerrero, Alonso Lobo, Tomás Luis de Victoria, Manoel Rodrigues Coelho, Francisco Correa de Arauxo et José de Torres. Mark Chambers (contratenor), Javier Jiménez (basse), Barbara Sela (Douçaine), Arnau Rodón (Cornet à bouquin), Andrés Cea (Claviorganum). Lindoro, 2013[14]

## Publications

### Livres
- Andrés Cea Galán, « Órganos en la provincia de Cádiz. Inventario y catálogo », Centro de Documentación Musical de Andalucía, Grenade,‎ 1995 (ISBN 84-87826-95-4, lire en ligne)
- Andrés Cea Galán, « Órganos en la provincia de Huelva. Inventario y catálogo », Centro de Documentación Musical de Andalucía, Grenade,‎ 1996 (ISBN 84-87826-17-2, lire en ligne)
- Andrés Cea Galán, « Órganos en la provincia de Jaén. Inventario y catálogo », Centro de Documentación Musical de Andalucía, Grenade,‎ 1998 (ISBN 84-8266-021-7, lire en ligne)
- Francisco Fernández Palero, Obras para tecla, Rottweil, Edition Gaus, 2005 (lire en ligne)
- Sebastián Raval, Il primo libro di ricercari a quatro voci cantabili, Madrid, Fundación Caja Madrid, 2008
- Andrés Cea Galán, Órganos en la provincia de Córdoba. Inventario y catálogo, Grenade, Centro de Documentación Musical de Andalucía, 2011 (ISBN 978-84-9959-063-9, lire en ligne)

### Articles
- « El ayrecillo de proporción menor en la Facultad Orgánica de Francisco Correa de Arauxo », Nassarre, Saragosse, Institución Fernando el Católico. Diputación de Zaragoza, vol. 6, no 2,‎ 1990, p. 9-23 (ISSN 0213-7305, lire en ligne)
- « El libro del órgano de Maese Jorge Flamenco: unas memorias de registros y misturas olvidadas en el archivo catedralicio de Sevilla », Nassarre, Saragosse, Institución Fernando el Católico. Diputación de Zaragoza, vol. 9, no 1,‎ 1993, p. 33-77 (ISSN 0213-7305, lire en ligne)
- « Cantar al órgano », Scherzo, vol. 14, no 139,‎ 1999, p. 134-138 (ISSN 0213-4802, lire en ligne)
- Pablo Bruna según fray Pedro de San Lorenzo: perspectivas para la interpretación de la música de los organistas aragoneses del siglo XVII, vol. 16, Saragosse, Institución Fernando el Católico. Diputación de Zaragoza, 2000, 9-34 p. (ISSN 0213-7305), chap. 1
- Francisco Correa de Arauxo: Nuevos documentos sobre su vida y entorno en el Archivo Histórico Provincial de Sevilla, vol. 22, Saragosse, Institución Fernando el Católico. Diputación de Zaragoza, 2006 (ISSN 0213-7305, lire en ligne), chap. 1
- « Francisco Correa de Arauxo (1584-1654) », : Revista de la Fundación Juan March, Madrid, Fundación Juan March, no 388,‎ 2009, p. 2-7 (ISSN 1697-9753, lire en ligne)
- « Nuevos pasajes corruptos en Obras de música de Antonio de Cabezón », Séville, Conservatorio Superior de Música de Sevilla, 2010, p. 67-98
- « Nuevas rutas para Cabezón en manuscritos de Roma y París », Revista de Musicología, Instituto Complutense de Ciencias Musicales, vol. 34, no 2,‎ 2011, p. 223-234 (ISSN 0210-1459, lire en ligne)
- « Audire, tangere, mirari: Notas sobre el instrumentarium de los Cabezón », ANUARIO MUSICAL, Madrid, Consejo Superior de Investigaciones Científicas, no 69,‎ 2014, p. 225-248 (ISSN 0211-3538, lire en ligne)

### Collaborations à des œuvres collectives
- « Diferencias sobre el "tañer con buen ayre": Aproximación a un problema en la interpretación de la música ibérica de tecla del siglo XVI », Ávila, Fundación Cultural Santa Teresa, 1997 (ISBN 84-920715-3-2), p. 165-176
- « Musique ibérique au clavicorde » [archive du 22 de diciembre de 2015], Harmonia Mundi, 1997 (consulté le 12 décembre 2015)
- El Quadern en xifra de la Biblioteca de Catalunya: una nueva fuente para la música de órgano en los Países Catalanes, vol. II, Assocació Catalana de l'Orgue, 2003, 7-18 p.
- Suárez Pajares, « Órganos en la España de Felipe II: Elementos de procedencia foránea en la organería autóctona », Madrid, Instituto Complutense de Ciencias Musicales, 2004 (ISBN 84-89457-33-6), p. 325-392
- Morales, La organería en la Andalucía barroca: Centros de actividad y circuitos de difusión, vol. 3. Literatura, música y fiesta, Junta de Andalucía, 2005 (lire en ligne)
- « ¿Quién te me enojó Isabel?... y otras preguntas sin respuesta en las Obras de música de Antonio de Cabezón », Almería, Asociación Cultural Leal, 2007 (ISBN 978-84-611-8235-0)
- Antonio (coord.) Martín Pradas, Actas de las VII Jornadas de Protección del Patrimonio Histórico de Écija, Écija, Asociación de Amigos de Écija, 2009, 45-58 p. (ISBN 978-84-613-3162-8, lire en ligne), « Órganos de las parroquias y conventos de Écija: Análisis y estado actual de conservación »
- Andrés Cea, La cifra hispana:  música, tañedores e instrumentos (siglos XVI-XVIII), Madrid, 2014 (ISBN 978-84-697-1420-1, lire en ligne)
- Pedro Jaime (coord.) Moreno de Soto, Fuga Mundi: Clausuras de Osuna. El monasterio de San Pedro, vol. 2. Patrimonio, Osuna, Amigos de los Museos de Osuna, 2014, 120-129 p. (ISBN 978-84-617-1925-9, lire en ligne), « El órgano »